# Lijst van burgemeesters van Sint Pancras
Dit is een lijst van burgemeesters van de voormalige Nederlandse gemeente Sint Pancras in de provincie Noord-Holland.
| Ambtsperiode | Naam burgemeester          | Partij of stroming | Bijzonderheden                                                |
| ------------ | -------------------------- | ------------------ | ------------------------------------------------------------- |
| 18?? - 18??  | ?                          |                    |                                                               |
| 18?? - 1842  | Simon Schuitemaker         |                    |                                                               |
| 1842 - 1852  | Klaas (K.) Duif            |                    |                                                               |
| 1852 - 1861  | J. de Boer                 |                    | tevens burgemeester van Broek op Langendijk                   |
| 1862 - 1863  | Klaas (K.) Duif            |                    | was ook al burgemeester van 1842 - 1852                       |
| 1863 - 1868  | J. Stammes                 |                    |                                                               |
| 1869 - 1891  | P. Nobel                   |                    | Van 1884 tot 1891 tevens burgemeester van Broek op Langendijk |
| 1891 - 1903  | Lammert (L.) van de Vijzel |                    |                                                               |
| 1903 - 1911  | Fokko (F.) Smit            |                    | Aansluitend burgemeester van burgemeester van Steenderen      |
| 1911 - 1947  | Jacob (J.) Kroonenburg     |                    | vanaf 1 jan. 1947 waarnemend burgemeester                     |
| 1947 - 1980  | Klaas (C.K.) Kroonenburg   |                    | Zoon van voorganger                                           |
| 1980 - 1990  | Hans (J.J.) Bulte          | KVP / CDA          |                                                               |